# Instrument à clavier
Pour les articles homonymes, voir Clavier.

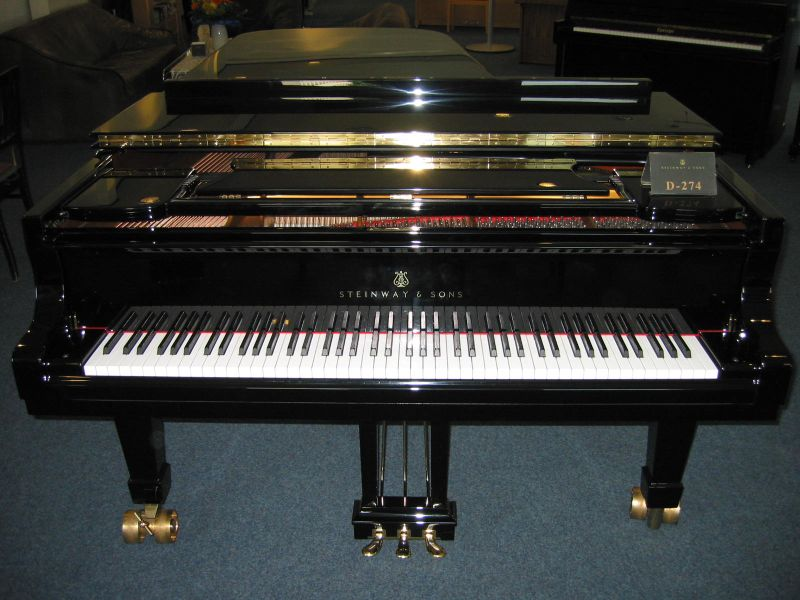
Le piano, un instrument à clavier commun.

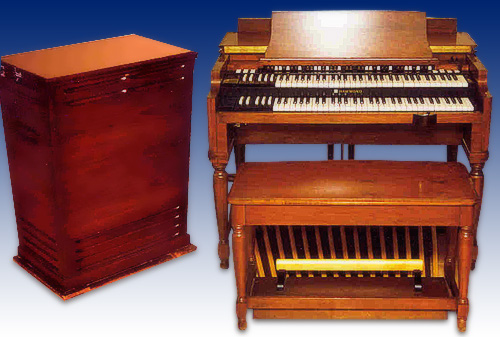
Orgue Hammond avec, en partie, la cabine Leslie.

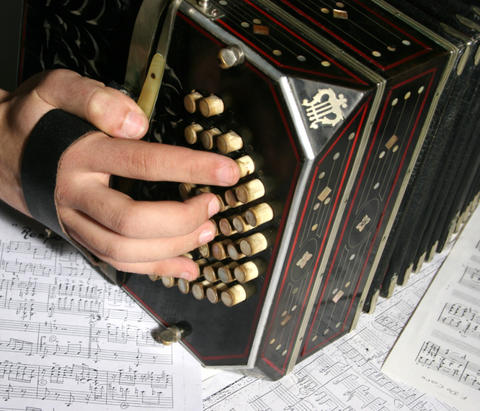
Bandonéon.

Un instrument à clavier est un instrument de musique joué en utilisant un clavier, une rangée de leviers appuyés avec les doigts. Les plus communs sont le piano, l'orgue, les instruments de la famille du clavecin et divers claviers électroniques (y compris les synthétiseurs et les pianos numériques). Les autres instruments à clavier sont le célesta (de la fusion de qui, avec la guitare électrique, dérive le principe de fonctionnement du piano Fender Rhodes), le piano jouet et le carillon (ce dernier est, généralement, installé sur le clocher-tour d'une église ou le beffroi d'un hôtel de ville), qui sont idiophones à percussion gérés par un clavier.

## Terminologie
Le terme clavier fait souvent référence aux synthétiseurs de style clavier. Sous les doigts d'un interprète sensible, le clavier peut également être utilisé par contrôler la dynamique, le phrasé, l'ombrage, l'articulation et d'autres éléments d'expression, en fonction du design et des capacités intrinsèques de l'instrument.
Une autre utilisation importante du mot clavier est en musicologie historique, où il désigne un instrument dont l'identité ne peut être fermement établie. Particulièrement au XVIIIe siècle, le clavecin, le clavicorde et le forte-piano étaient en concurrence et la même pièce pouvait être reproduite à plusieurs reprises. Ainsi, dans une phrase comme « Mozart excellait en tant que claviériste », le mot clavier est généralement inclus.
Le terme clavier classe les instruments en fonction de la manière dont l'interprète joue de l'instrument, pas de la manière dont le son est produit. La catégorie des instruments à clavier comprend notamment les familles suivantes : aérophone (orgue à tuyaux, harmonium, accordéon), idiophone (célesta, carillon), cordophone (à cordes pincées comme le clavecin et l'épinette, à cordes frottées comme le geigenwerk, ou à cordes frappées comme le clavicorde et le piano), et électrophone (orgues électroniques, synthétiseurs, mellotron).

## Histoire

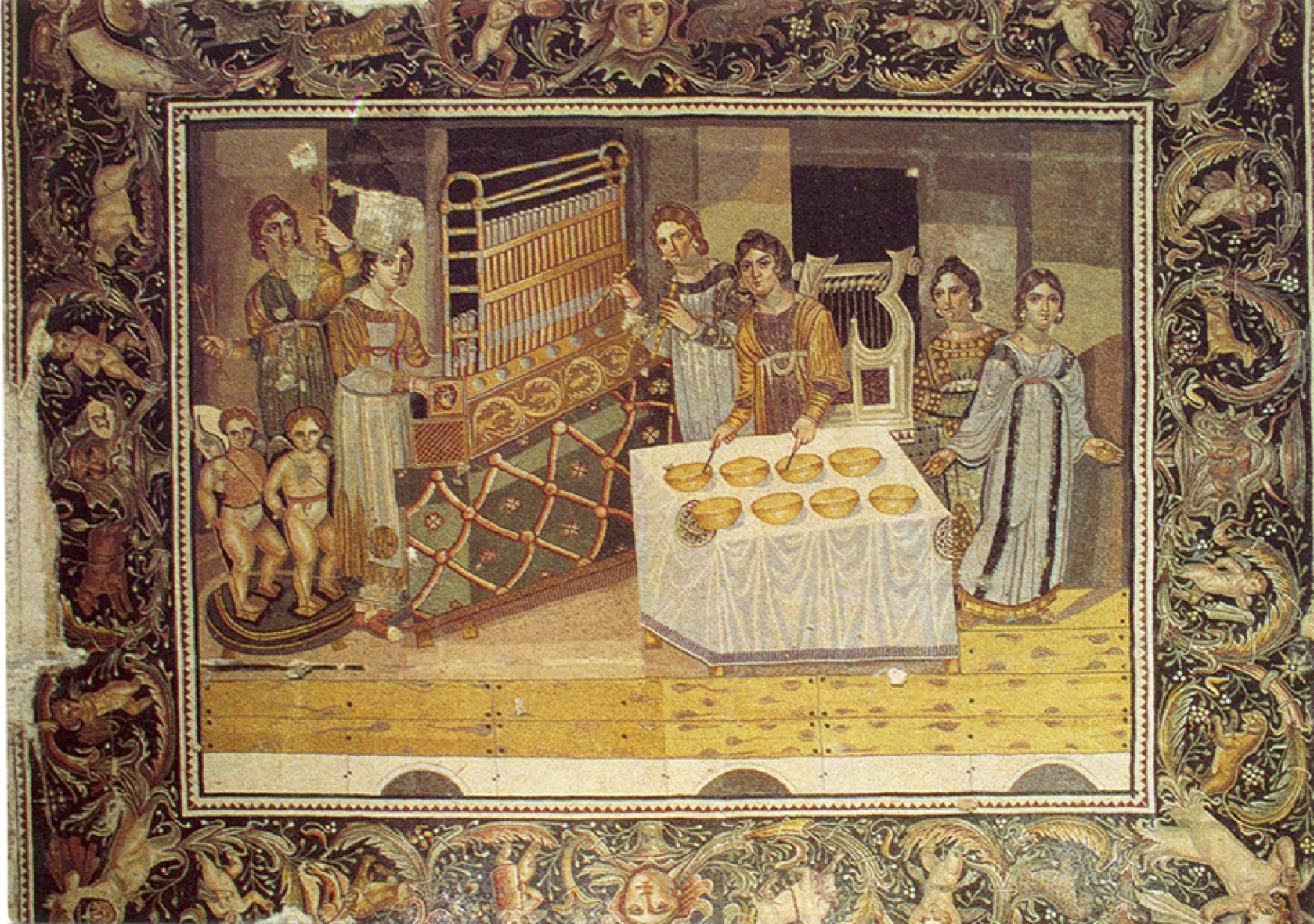
Mosaïque de musiciennes d'une villa byzantine à Maryamin (Syrie) entre fin IV et début VI.

Le premier instrument à clavier était l'ancien grec hydraule un type d'orgue à tuyaux créé par Ctésibios d'Alexandrie au IIIe siècle av. J.-C.. Les touches étaient probablement équilibrées et pourraient être jouées avec une touche légère comme le montre la référence dans un poème latin de Claudien (fin Ve siècle av. J.-C.), dans lequel on pouvait lire magna levi dettrudens murmura tactu... intenct, c'est-à-dire « laissez-le tonner lorsque vous appuyez sur des rugissements puissants avec une touche légère » (Panég. Flavius Mallius Theodorus, 320-22). De son invention jusqu'au XVe siècle, l'orgue est resté le seul instrument à clavier. Souvent, l'orgue n'avait pas de clavier, mais plutôt des boutons ou de gros leviers actionnés par une main entière. Presque tous les touches, jusqu'au XVIe siècle, avaient sept bécarres pour chaque octave.
Le clavicorde et le clavecin sont apparus au cours du XVe siècle – probablement le clavecin l'était auparavant. Les deux étaient communs jusqu'à l'adoption généralisée du piano au XIXe siècle, après quoi leur popularité a diminué. Le piano était révolutionnaire, car un pianiste pouvait faire varier le volume (ou la dynamique) du son en faisant varier la vigueur avec laquelle chaque touche était enfoncée. Le nom complet du piano est gravicembalo con piano e forte ce qui signifie « clavecin avec voix douce et forte », mais peut être abrégé en piano-forte qui signifie doux-fort en italien. Dans sa forme actuelle, le piano est un produit de la fin du XXe siècle et il est très différent, tant du point de vue sonore que visuel, des « pianos » connus de Mozart, Haydn et Beethoven. En fait, le piano moderne est très différent des pianos du XIXe siècle, utilisés par Liszt, Chopin et Brahms.
Les instruments à clavier ont été développés au début du XXe siècle. Les premiers instruments électromécaniques, notamment les Ondes Martenot et l'orgue Hammond, sont apparus au début du siècle. Ce fut une contribution très importante à l'histoire du clavier.

## Claviers modernes
De nombreux efforts ont été déployés pour créer un instrument qui, bien que cela ressemble au piano, manque de taille et de poids. Le piano électrique et le piano numérique ont été les premiers efforts qui, bien qu'utiles pour eux-mêmes, ne reproduisent pas de manière convaincante le timbre du piano traditionnel. Les orgues électroniques ont été développés au cours de la même période. Les dernières conceptions de clavier électronique s'efforcent d'émuler le son de pianos et les modèles spécifiques à l'aide d'échantillons numériques et de modèles informatiques. Chaque clavier acoustique contient 88 touches ; cependant, les plus petites tailles ont un minimum de 61 touches.

### Types d'action du clavier
Un clavier simple a des touches en plastique léger avec des ressorts qui les ramènent à leur position initiale après avoir jouées. L'action d'un tel clavier est similaire à la sensation d'un orgue traditionnel. Les touches lestées sont conçues pour simuler la résistance d'une touche sur le clavier d'un piano.